# Kenzaburō Ōe
Kenzaburō Ōe (în japoneză 大江 健三郎, Ōe Kenzaburō ; n. 31 ianuarie 1935, Ōse⁠(d), Prefectura Ehime, Japonia – d. 3 martie 2023, Tōkyō, Japonia) a fost un romancier japonez, laureat al Premiului Nobel pentru literatură.

## Crolonogie
1935, 31 ianuarie – Kenzaburō Ōe se naște în localitatea Ōse din zona Uchiko, Prefectura Ehime, pe insula Shikoku, una dintre cele patru insule principale din arhipelagul japonez. A fost al treilea din cei șapte copii ai familiei, o familie tradițională, trăind de sute de ani în valea natală, pe care nimeni dintre ei nu o părăsise vreodată. Femeile își asumaseră statutul de povestitoare ale comunității. În copilărie, scriitorul a fost influențat în special de poveștile spuse de bunica sa, iar acestea, cu cosmologia și miturile lor aparte, și-au pus amprenta asupra operei lui ulterioare.
1944 – Moare bunica scriitorului. Apoi, în războiul din Pacific, moare și tatăl său, iar rolul de educator al copilului este  preluat de mama sa. Aceasta îi dă spre lectură cărți occidentale care l-au influențat puternic și a căror impresie o va purta „până la mormânt“, după propria declarație, Aventurile lui Huckleberry Finn și Minunatele aventuri ale lui Nils Hol Gersson.
1945 – Sfârșitul războiului și dominația americană schimbă radical modul de viață în Japonia, chiar și în satul depărtat dintre păduri unde locuiește Ōe.
1953-1954 – La vârsta de 18 ani, Kenzaburō Ōe merge la Tokio unde va studia începând din anul următor literatura franceză la Universitate cu profesorul Kazuo Watanabe, specialist în opera lui Rabelais.
1957 – Începe să scrie povestiri influențat de literatura franceză și cea americană. Pentru povestirea Câștigarea unui premiu, primește Premiul Akutagawa. Într-un interviu acordat în 1999 la Universitatea Berkeley, Ōe își amintea: „Am început să scriu prin metoda imaginației, pe tărâmul imaginației și orientat către imaginație.“
1958 – Îi apare primul roman, despre tragedia războiului recent încheiat, Mugur ofilit, miel împușcat.
1960, februarie – Kenzaburō Ōe se căsătorește cu Yukari Itami, fiica regizorului de film Mansaku Itami. Fratele soției este și el regizor. Vor avea trei copii. În același an călătorește în China, unde îl întâlnește pe Mao Zedong, și în Rusia și Franța. Îl cunoaște pe Jean-Paul Sartre, de a cărui operă va fi influențat.
1963 – Se naște primul fiu al scriitorului, care suferă de o diformitate craniană care duce la handicap mintal. Acceptarea condiției de tată al unui copil cu handicap va transpărea în romanul O experiență personală (1964) și va deveni un motiv recurent al operei lui Ōe. Acesta spunea ulterior, 
| “ | „Fiul meu s-a născut când aveam 28 de ani. Când aveam 28 de ani eram scriitor, un scriitor destul de cunoscut pe scena japoneză, și studiasem literatura franceză. Vorbisem pe viu cu Jean-Paul Sartre și cu Merleau-Ponty. Dar când fiul meu s-a născut cu un defect major al creierului, am căutat să-mi fac curaj citind cartea mea și am înțeles după câteva zile că nu pot găsi nimic încurajator în ea.” | ” |

1964 – Primește premiul literar Shinchosha.
1965 – Scrie Note despre Hiroshima, un lung eseu despre victimele bombardamentelor atomice. După acest eseu crește interesul său pentru Okinawa, insulă care constituia un teritoriu independent, cu o cultură specifică, înainte de restaurația Meiji. Intrată ulterior în componența Japoniei, Okinawa a fost singurul teritoriu japonez terestru devenit teatru de operațiuni în război. După război, insula a suferit ocupația americană. Ōe a fost extrem de atras de modul în care localnicii au trecut prin toate aceste încercări succesive.
1967 – Scrie romanul Plânsul tăcut, pentru care primește Premiul Tanizaki, premiu literar foarte apreciat în Japonia.
1969 – Scrie romanul, în două volume, Învață-ne să trecem peste nebunia noastră, cu tentă autobiografică, inspirat de dificultățile fizice ale fiului său și de sentimentele față de tatăl său, căzut în război. În acest roman creează personajul „Mori“, după cuvântul care în latină semnifică „a muri“ și „debilitate mintală“, iar în japoneză, „pădure“; personajul fiind un prototip al fiului său. Scriitorul mărturisea, 
| “ | „Am simțit că trebuie să scriu despre mine însumi. De ce nu? Nu pot să mă nasc din nou și nici fiul meu nu poate fi născut din nou. Fiind în mijlocul mării, am hotărât să mă salvez pe mine și să-mi salvez fiul. De aceea am scris, probabil.“ | ” |

1973 – Publică eseul Epoca de după război, ca perioadă contemporană și romanul Fluxul îmi inundă sufletul, pentru care obține premiul literar Noma.
1976 – Apare romanul Agenda unui curier, inspirat de asemenea din experiențele personale, de părinte al unui copil cu deficiențe intelectuale, aici tratate într-o notă fantastică.
1979 – Apare romanul istoric Jocul contemporanilor, considerat un exemplu de realism magic în literatura japoneză a secolului al XX-lea.
1980 – Publică volumul Uneori, inima unei broaște țestoase.
1982 – Romanul O femeie ascultă copacul ploii primește Premiul Yomiuri.
1984 – Trezește-te, copil al Vremurilor Noi este un nou roman despre existența cotidiană a scriitorului și a fiului său. Pentru acest roman primește Premiul Jiro Osaragi.
1985 – Primește Premiul Kawabata pentru romanul Mușcat de hipopotam. Despre opera sa și sensurile ei, Ōe a declarat mai târziu, în interviul citat anterior,
| “ | „Cred că îmi creez opera pentru a mă lega pe mine însumi, familia mea cu societatea, cu cosmosul. Pentru a ne lega pe mine și familia mea cu cosmosul. Pentru că orice literatură are o tendință mistică.” | ” |

1987 – Publică în Japonia romanul Scrisori din/către anii nostalgici, cu care va cunoaște succesul internațional.
1993 – Romanul Scrisori  către anii nostalgiei apare în Franța. „Volume precum O experiență personală, Strigătul tăcut, M/T și Povestea din pădurea fermecată sunt, împreună cu povestirile, lucrări care ocupă un loc aparte când citim romanul publicat în Franța anul trecut [1993, nota traducătorului], cu subtitlul Scrisori către anii nostalgiei. Aici Ōe utilizează modul japonez de a scrie la persoana întâi, pentru a crea iluzia unei autobiografii. „În realitate, cartea este 80 la sută ficțiune“, va spune profesorul Kjell Espmark la prezentarea făcută lui Ōe cu prilejul decernării Premiului Nobel.
1994 – Kenzaburō Ōe publică romanul Îndoiala. Primește Premiul Nobel pentru Literatură. În eseul citit cu prilejul decernării, Ōe relatează experiențele literare care i-au marcat copilăria. Se referă și la literatură ca o formă de eliberare de suferințele propriei vieți. El își arată de asemenea îngrijorarea față de tendințele militariste ale Japoniei din perioada respectivă.
2004 – Scriitorul se va implica în campania împotriva modificării constituției japoneze din 1947, care prevedea explicit neimplicarea Japoniei în vreun conflict armat.
2005 – Doi ofițeri japonezi în retragere îl acționează în justiție pe Ōe pentru că într-un eseu din 1970 a afirmat că armata japoneză a îndemnat populația civilă din Okinawa la sinucidere colectivă, în momentul ocupării insulei de către americani. Instanța îl absolvă pe scriitor, arătând că armata japoneză a fost într-adevăr adânc implicată în sinuciderile în masă ale japonezilor, ca urmare a capitulării necondiționate a Japoniei din 1945.
2011 – După catastrofa de la Fukushima, unul dintre cele mai grave accidente nucleare din lume, Kenzaburō Ōe se implică în acțiunile celor care cer stoparea utilizării energiei nucleare în Japonia.
2012 – Ține o conferință de presă pe tema abandonării folosirii energiei nucleare și participă la demonstrații în acest scop alături de alte mii de japonezi, la Tokio.

## Motivația Juriului Nobel
| “ | "...[Lui Kenzaburō Ōe] care, cu forță poetică, a creat o lume imaginară în care viața și mitul se împletesc pentru a forma o imagine uimitoare a dilemelor de astăzi ale umanității". | ” |

## Discursul lui Kenzaburō Ōe la Banchetul Nobel, 10 decembrie 1994
| “ | '' Sunt un japonez neobișnuit care și-a petrecut copilăria sub influența puternică a lui Nils Holgersson. Atât de mare a fost influența lui Nils asupra mea, încât a fost o vreme în care puteam să numesc frumusețile Suediei mai bine decât pe cele ale țării mele. Influența lui Nils s-a întins și asupra preferințelor mele literare. M-am întors cu spatele către Legenda lui Genji. M-am simțit mai apropiat de Selma Lagerlöf și am respectat-o mai mult decât pe Doamna Murasaki, autoarea acestei lăudate opere. Totuși, mulțumită din nou lui Nils și prietenilor săi, am redescoperit atracția către Legenda lui Genji. Prietenii înaripați ai lui Nils m-au dus către ea. Genji, eroul acestei povești clasice, roagă un fulg de gâscă pe care îl vede zburând să caute sufletul soției lui dispărute, care a încetat să-i mai apară până și în vise. Destinația sufletului, aceasta este cea pe care, condus de Nils Holgersson, am căutat-o în literatura vest-europeană. Am sperat cu putere că prin căutările mele, ca japonez, în literatură și cultură vor răsplăti, în cât de mică măsură, lumina pe care Europa de Vest mi-a aprins-o asupra condiției umane. Poate câștigarea Premiului Nobel îmi va oferi acest prilej. Și totuși, am primit atât de multe daruri, încât cu greu aș putea da în schimb ceva pe măsura lor. Acest banchet este și el un asemenea dar pe care îl accept cu adâncă recunoștință. Vă mulțumesc.'' | ” |

## Opere inlimba japoneză
- Shisha no ogori, Tokyo: Bungei shunju, 1958
- Memushiri kouchi, Tokyo: Kodansha, 1958
- Miru mae ni tobe, Tokyo: Shinchosha, 1958
- Nichijo seikatsu no boken Tokyo, 1963
- Kojinteki na taiken, Tokyo: Shinchosha, 1964
- Hiroshima noto, Tokyo: Iwanami Shoten, 1965
- Man'en gannen no futtoboru, Tokyo: Kodansha, 1967
- Warera no kyoki o iki nobiru michi o oshieyo, 1969
- Okinawa noto, Tokyo: Iwanami Shoten, 1970
- Shosetsu no hoho, Tokyo: Iwanami Gendai Senso, 1978
- Natsukashii toshi e no tegami, Tokyo: Kodansha, 1986
- M/T to mori no fushigi no monogatari, Tokyo: Iwanami, Shoten, 1986
- Chiryo no to, Tokyo, 1990

## Opere traduse înlimba engleză
- The Catch, Japan Quarterly, 6-1, 1959.
- Lavish are the Dead, Japan Quarterly, 12-2,1965.
- A Personal Matter, New York: Grove Press, 1968; London: W&N, 1969.
- The Silent Cry, Tokyo: Kodansha International, 1974; London: Serpent's Tail, 1988.
- Teach Us to Outgrow Our Madness, New York: Grove Press, 1977.
- Hiroshima Notes, YMCA Press, 1982.
- Japans Dual Identity: A Writers's Dilemma, WLT 1988.